# هیئتالاهدن‌توری
۶۰°۰۹′۴۵″ شمالی ۲۴°۵۵′۴۸″ شرقی / ۶۰٫۱۶۲۵۰°شمالی ۲۴٫۹۳۰۰۰°شرقی
هیئِتالاهدِن‌تُری (انگلیسی: Hietalahdentori) (سوئدی: Sandvikstorget) یک میدان در منطقه هیئِتالاهتی در هلسینکی مرکز فنلاند است.
این منطقه به دلیل بازار سنتی خود که محل عرضه لوازم دست دوم است معروف شده و از ماه مه تا سپتامبر باز است.
در طول جنگ جهانی اول از این مکان به عنوان پادگان پرورش اسب روسی استفاده می‌شد.
این بازار از سال ۱۹۰۶ آغاز به کار کرد و مدت‌ها به دلیل کیفیت بالای غذای خود معروف بود. در این میدان رستوران‌های متعددی وجودی دارد.

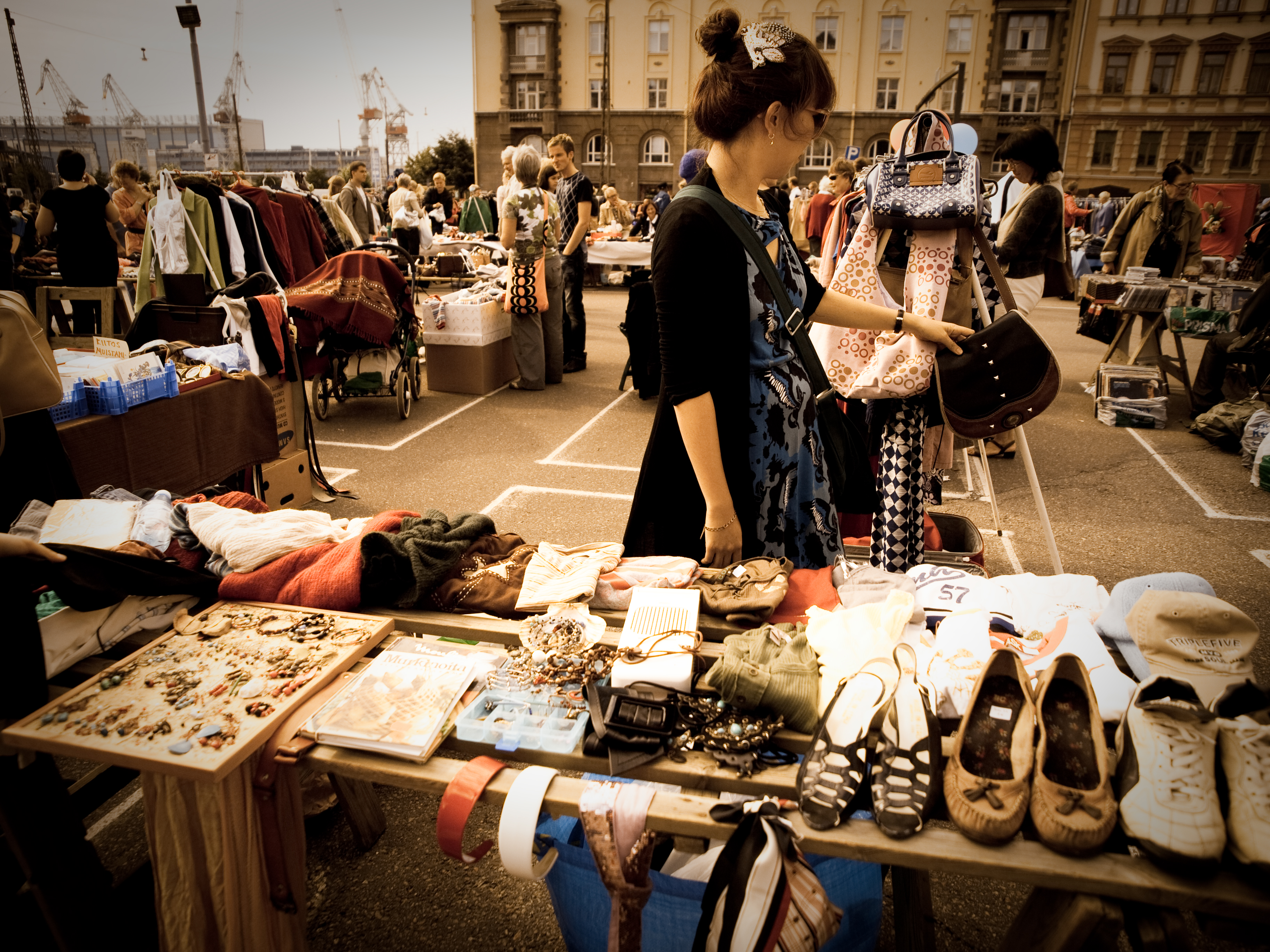
هیئتالاهدن‌تری بازار لوازم دست دوم